# Mařenka
Mařenka är ett berg i Tjeckien.   Det ligger i regionen Vysočina, i den centrala delen av landet, 140 km sydost om huvudstaden Prag. Toppen på Mařenka är 711 meter över havet, eller 62 meter över den omgivande terrängen. Bredden vid basen är 8,8 km.
Terrängen runt Mařenka är huvudsakligen lite kuperad. Runt Mařenka är det ganska glesbefolkat, med 43 invånare per kvadratkilometer. Närmaste större samhälle är Třebíč, 13,9 km öster om Mařenka. I omgivningarna runt Mařenka växer i huvudsak blandskog.